# Yohio
Yohio, właściwie Kevin Johio Lucas Rehn Eires (ur. 12 lipca 1995 w Sztokholmie) – szwedzki piosenkarz i autor piosenek znany z kontrowersyjnego, androgynicznego wizerunku scenicznego.

## Wczesne lata
Jest synem Johanny Eires i Tommy’ego Rehna, muzyka heavymetalowego zespołu Corroded. Jest wnukiem Jana-Erica Rehna, gitarzysty zespołu The Panthers oraz siostrzeńcem Chrisa Rehna z post grunge’owej grupy Takida.
Niedługo po narodzinach przeprowadził się z rodziną do Sundsvall, gdzie się wychował. Mając 6 lat, podjął naukę gry na fortepianie, wtedy też napisał swoją pierwszą piosenkę. W wieku 11 lat nauczył się grać na gitarze. Mówi biegle po szwedzku i japońsku, którego nauczył się w efekcie fascynacji kulturą Japonii.

## Kariera muzyczna

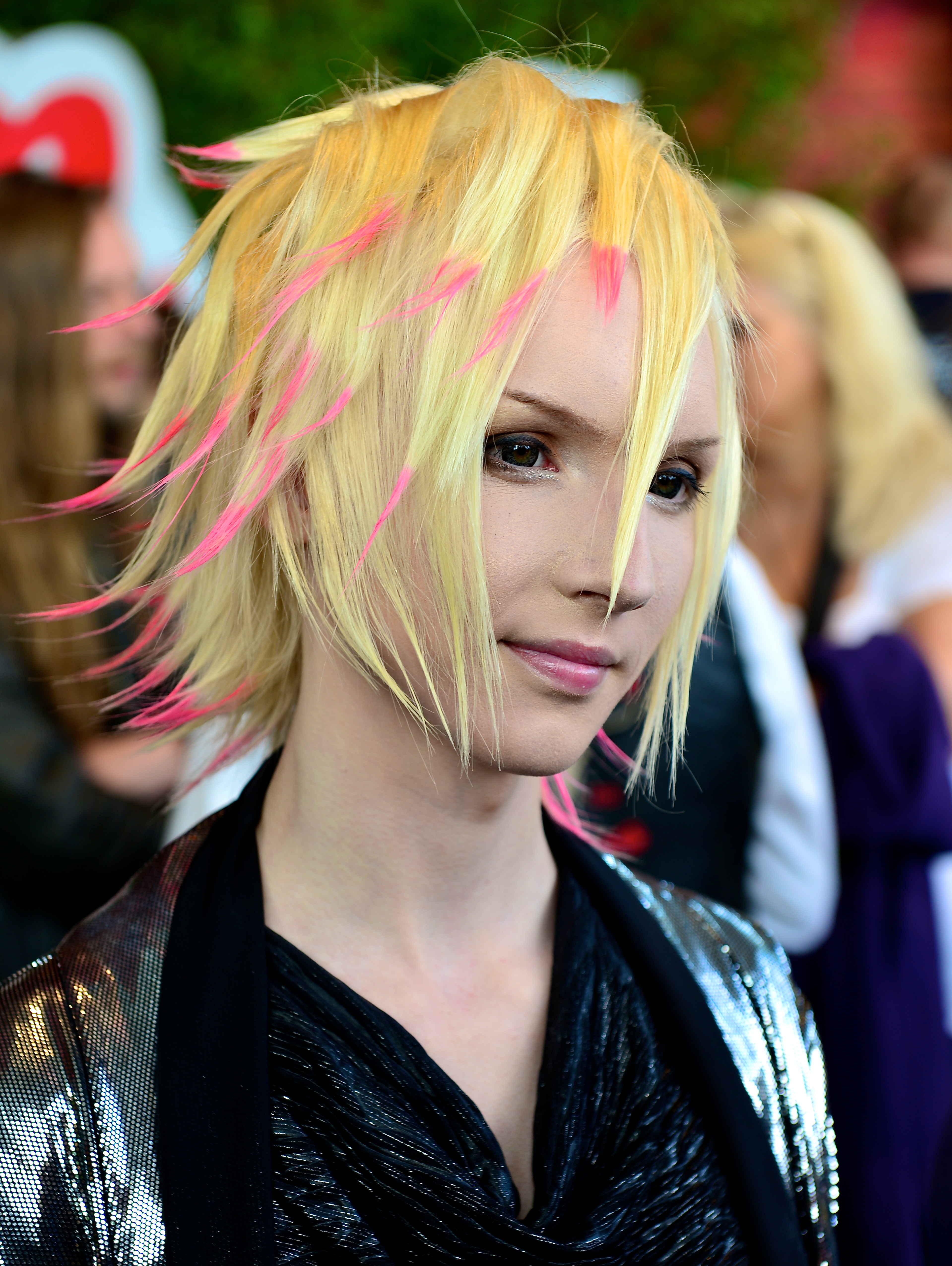
Yohio podczas festiwalu Allsång på Skansen w Sztokholmie, 2013

Karierę muzyczną rozpoczął w 2010, zaczął wówczas posługiwać się pseudonimem Yohio. W 2011 założył z kolegami zespół Seremedy. W kwietniu wydali debiutancką epkę pt. Seasons Will Change. 25 lipca 2012 zaprezentowali album studyjny pt. Welcome to Our Madness. W kwietniu 2013 zakończyli działalność, a Yohio skupił się na rozwoju kariery solowej. Już po rozpadzie grupy, we wrześniu 2014 ukazała się ich epka pt. Re:Madness.
Zyskał rozpoznawalność dzięki kontrowersyjnemu, androgynicznemu wizerunkowi scenicznemu inspirowanemu kulturą japońską. W 2012, pozostając wokalistą Seremedy, wydał pierwszy solowy utwór „Our Story”. W kwietniu na japońskim rynku muzycznym zaprezentował pierwszy solowy minialbum pt. Reach the Sky, a w listopadzie został ogłoszony jednym z uczestników programu Melodifestivalen 2013, wyłaniającego reprezentanta Szwecji w 58. Konkursie Piosenki Eurowizji, do którego zgłosił się z piosenką „Heartbreak Hotel”. 2 lutego 2013 wystąpił w pierwszym półfinale selekcji i z pierwszego miejsca awansował do finału rozgrywanego 9 marca. Zajął drugie miejsce, przegrywając tylko z Robinem Stjernbergiem. 27 marca wydał pierwszy, solowy album studyjny pt. Break the Border. W maju podał wyniki szwedzkiego głosowania w finale 58. Konkursu Piosenki Eurowizji.
W listopadzie 2013 został ogłoszony uczestnikiem programu Melodifestivalen 2014, do którego zgłosił się z utworem „To the End”. 1 lutego 2014 wystąpił w pierwszym półfinale selekcji i z pierwszego miejsca awansował do finału, który odbył się 8 marca. Zajął w nim szóste miejsce. 19 marca wydał drugi, solowy album pt. Together We Stand Alone.
W 2015 założył zespół muzyczny o nazwie Disreign, z którym wydał single „Until the Fade” i „Kure lian”. W listopadzie wydał solowy album świąteczny pt. Snöängelns rike. W grudniu pojawił się gościnnie na singlu „Love Yourself” Oskara Bruzella. W roku 2017 wydał epkę 「 夏の終わりの約束 」. 
W 2020r. nagrał cover rosyjskiej piosenki "Opera #2", której autorem jest Vitas, do piosenki powstał także teledysk. 

## Dyskografia
Albumy studyjne
- Break the Border (2013)
- Together We Stand Alone (2014)
- Snöängelns rike (2015)
- 夏の終わりの約束 - EP (2017)
- A Pretty Picture In A Most Disturbing Way (2020)

### Single[27]
| Tytuł                                              | rok wydania |
| -------------------------------------------------- | ----------- |
| Welcome To the City                                | 2013        |
| You're the One                                     | 2013        |
| Heartbreak Hotel                                   | 2013        |
| Rocket                                             | 2014        |
| To the End                                         | 2014        |
| Zchlagernörden Ibrahimovic (feat. Johan Petersson) | 2016        |
| Tick Tack (Genius)                                 | 2018        |
| Merry Go Round                                     | 2018        |
| Silent Rebellion                                   | 2019        |
| defeating a devil a day                            | 2019        |
| My Nocturnal Serenade                              | 2019        |
| Daydreams                                          | 2020        |
| LIGHT MY WAY                                       | 2020        |
| You'll Belive It (If You Sing It)                  | 2020        |
| Opera #2 (cover)                                   | 2020        |
| Oh My...Polkadot Politics                          | 2020        |
| Destiny                                            | 2023        |
| naïve                                              | 2023        |
| 初恋のWHITE ROSE                                   | 2023        |

### Teledyski[28]
| Tytuł                     | data wydania teledysku |
| ------------------------- | ---------------------- |
| SKY☆ LiMiT                | 28 marca 2012          |
| Our Story                 | 29 października 2012   |
| Heartbreak Hotel          | 21 marca 2013          |
| Merry Go Round            | 16 stycznia 2019       |
| My Nocturnal Serenade     | 5 czerwca 2019         |
| defeating a devil a day   | 27 listopada 2019      |
| Oh My...Polkadot Politics | 9 kwietnia 2020        |
| Daydreams                 | 29 maja 2020           |
| Opera #2                  | 16 października 2020   |
| Undo                      | 17 marca 2021          |